# Arsenie Todiraș
Arsenie Todiraș (Chisinau, 22 juli 1983) - alias Arsenium - is een Moldavisch zanger. Hij maakte tot 2005 deel uit van de boyband O-Zone. Daarna begon hij aan een solocarrière.

## Biografie

### Jeugd
Arsenie Todiraș werd op 22 juli 1983 geboren in Chisinau, de hoofdstad van Moldavië. Hij was geen verwend kind, maar groeide op in een harmonieuze omgeving. Zijn moeder werkte als dokter en zijn vader als ingenieur. Hij heeft een jonger zusje. Todiraș stond als kind bekend als een grote dromer. Zijn grootste droom was om een beroemde zanger te worden. Op zijn zestiende maakte hij deel uit van de Moldavische folkband Stejareii. Hierin bespeelde hij de contrabas. Met deze band trad hij op op de grootste podia van Moldavië. Toen Todiraș zeventien jaar oud was, begon hij zanglessen te nemen. Zijn lerares was Larisa Shulga.

### Carrière

#### O-Zone
Todiraș' talent werd ontdekt door zijn zanglerares. Zij stelde hem voor aan Dan Bălan, een bekende Moldavische zanger, die hem daarop uitnodigde lid te worden van zijn boyband O-Zone. Een tijdje later werd Radu Sîrbu aan de band toegevoegd, waarmee O-Zone compleet was. O-Zone had veel succes in Moldavië, later ook in Roemenië, en met hun grootste hit, Dragostea din tei, braken ze in heel Europa door. Het nummer kwam in 32 landen, ook in Nederland, op nummer 1 in de hitlijsten te staan en werd zo de zomerhit van 2004.

#### Solocarrière
Nadat O-Zone in 2005 uit elkaar ging, bracht Arsenium zijn eerste solo-single Love me... Love me... uit, wat een bewerking was van het Russische liedje Kalinka. Een jaar later, in maart 2006 nam hij samen met Aliona Moon deel aan de show Dansez Pentru Tine, de Roemeense versie van Dancing with the Stars. Het duo eindigde daarin op de tweede plaats.
In mei 2006 mocht Arsenium zijn vaderland Moldavië vertegenwoordigen op het Eurovisiesongfestival in de Griekse hoofdstad Athene. Samen met Natalia Gordienko en Connect-R trad hij aan met het nummer Loca, maar dit werd geen groot succes. Ze strandden op de twintigste plaats en kregen slechts 22 punten.
In juni 2006 bracht Arsenie vervolgens zijn eerste solo-album The 33rd Element uit in Roemenië en Moldavië. In andere landen raakte hij langzaam maar zeker in de vergetelheid, al kwam hij in 2008 met zijn tweede single Rumadai nog tot nummer 32 in de Duitse hitlijsten.
Hierna trad Arsenium lichtelijk in de vergetelheid buiten zijn vaderland Moldavië en zijn thuisland Roemenië, totdat hij in 2014 een redelijke zomerhit had met het Russischtalige nummer Do rassveta met de zangeres Sati Kazanova. De videoclip werd meerdere miljoenen malen bekeken.

## Singles
- Love Me, Love Me (2005)
- Loca (2006) (met Natalia Gordienko)
- Professional Heartbreakers (2007)
- Wake Up (2008)
- Rumadai (2008)
- Minimum (2009)
- Only for you/25 (2009)
- Istsjezin (2010)
- Remember me (2010)
- Nu ma mai cauta (2010)
- Erase it (2010)
- Boedoe pjadom (2010)
- Bang Bang
- My Heart (2011) (met Lena Knjazeva)
- You Can Be Free (2011)
- I’m Giving Up (2012)
- Do rassveta (2014) (met Sati Kazanova)